# 贝尔纳·布雷容
贝尔纳·布雷容（法語：Bernard Brégeon，1962年7月6日—），法国男子皮划艇运动员。他曾代表法国参加1984年和1988年夏季奥林匹克运动会皮划艇比赛，共获得一枚银牌和一枚铜牌。